# Gargenna coronata
Gargenna coronata – gatunek kosarza z podrzędu Laniatores i rodziny Podoctidae. Jedyny znany przedstawiciel monotypowego rodzaju Gargenna.

## Występowanie
Gatunek jest endemiczny dla Indonezji.